# Астрачи (деревня)
Астра́чи — деревня в Большедворском сельском поселении Бокситогорского района Ленинградской области.

## История
Название — от слова «острачень» — мелкий окунь.
Деревня Остроча упоминается на карте Новгородского наместничества 1792 года А. М. Вильбрехта.
На специальной карте западной части России Ф. Ф. Шуберта 1844 года она обозначена, как деревня Острача, состоящая из 32 крестьянских дворов.

АСТРАЧА — деревня Астрачского общества, прихода Тихвинского Введенского монастыря. Река Тихвинка. 

Крестьянских дворов — 41. Строений — 65, в том числе жилых — 51.

Число жителей по семейным спискам 1879 г.: 99 м. п., 105 ж. п.; по приходским сведениям 1879 г.: 87 м. п., 99 ж. п.

В конце XIX века деревня административно относилась к Большедворской волости 3-го стана, в начале XX века — к Большедворской волости 3-го земского участка 1-го стана Тихвинского уезда Новгородской губернии.
В начале XX века близ деревни на крестьянской земле находились два кургана и жальник.

АСТРАЧА — деревня Астрачского сельского общества при реке Тихвинка, число дворов — 47, число домов — 50, число жителей: 98 м. п., 116 ж. п.; Часовня. (1910 год)

- Деревня Астрача на карте 1913 года

Согласно карте Новгородской губернии 1913 года, деревня называлась Острача и насчитывала 25 крестьянских дворов, близ неё находилась мыза.
С 1917 по 1918 год деревня Астрача входила в состав Большедворской волости Тихвинского уезда Новгородской губернии.
С 1918 года, в составе Череповецкой губернии.
С 1924 года, в составе Пригородной волости.
С 1927 года, в составе Астрачского сельсовета Тихвинского района.
С 1928 года, в составе Галичского сельсовета.
По административным данным 1933 года деревня Астрача входила в состав Галичского сельсовета Тихвинского района.
Здесь в декабре 1941 года начались решающие бои за Тихвин. Бой у деревни Астрачи является поворотным моментом в Тихвинской наступательной операции.
С 1952 года, в составе Бокситогорского района.
С 1963 года, вновь в составе Тихвинского района.
С 1965 года, вновь составе Бокситогорского района. В 1965 году население деревни составляло 143 человека.
По данным 1966 и 1973 годов деревня называлась Астрачи и также входила в состав Галичского сельсовета Бокситогорского района.
По данным 1990 года деревня Астрачи входила в состав Большедворского сельсовета.
В 1997 году в деревне Астрачи Большедворской волости проживали 32 человека, в 2002 году — 48 человек (русские — 98 %).
В 2007 году в деревне Астрачи Большедворского СП — проживали 17 человек, в 2010 году — 39.

## География
Находится в северо-западной части района на автодороге А114 (Новая Ладога — Вологда) к востоку от города Тихвин.
Расстояние до административного центра поселения — 18 км.
Ближайшая железнодорожная станция — Астрачи, на линии Санкт-Петербург — Вологда.
Деревня находится на левом берегу реки Тихвинка.

## Демография
| 1997 | 2002 | 2007 | 2010 | 2017 |
| ---- | ---- | ---- | ---- | ---- |
| 32   | ↗48  | ↘17  | ↗39  | ↘19  |

## Памятные места
- На месте братской могилы советских воинов (600 человек), находится мемориальный комплекс со скульптурной композицией
- Напротив Мемориала, в здании бывшей школы, находится музей «Астрача, 1941»[21]